# Liste von Sakralbauten in Niederstetten
Die Liste von Sakralbauten in Niederstetten nennt Kirchengebäude und sonstige Sakralbauten im Stadtgebiet von Niederstetten im Main-Tauber-Kreis in Baden-Württemberg.

## Sakralbauten in Niederstetten

### Christentum
Die evangelischen Sakralbauten im Stadtgebiet von Niederstetten sind verschiedenen Kirchengemeinden im Kirchenbezirk Weikersheim zugeordnet. Die katholischen Sakralbauten im Stadtgebiet von Niederstetten gehören zur Seelsorgeeinheit 3 im Dekanat Mergentheim.

#### Kirchengebäude und Kapellen
| Name                    | Konfession | Ort               | Bild | Koordinaten                 |
| ----------------------- | ---------- | ----------------- | --- | --------------------------- |
| Evangelische Kirche     | ev.        | Adolzhausen       | | 49° 24′ 11″ N, 9° 52′ 13″ O |
| Evangelische Kirche     | ev.        | Rinderfeld        | | 49° 25′ 10″ N, 9° 59′ 22″ O |
| Evangelische Kirche     | ev.        | Rüsselhausen      | | 49° 26′ 36″ N, 9° 51′ 16″ O |
| Evangelische Kirche     | ev.        | Wermutshausen     | | 49° 25′ 3″ N, 9° 56′ 52″ O  |
| Evangelische Kirche     | ev.        | Vorbachzimmern    | | 49° 25′ 28″ N, 9° 55′ 6″ O  |
| Kapelle                 | ohne       | Ebertsbronn       | | 49° 26′ 4″ N, 9° 56′ 50″ O  |
| Maria Immaculata        | r.-k.      | Haltenbergstetten | | 49° 23′ 53″ N, 9° 54′ 57″ O |
| St. Bonifatius          | ev.        | Oberstetten       | | 49° 22′ 38″ N, 9° 56′ 40″ O |
| St. Jakob               | ev.        | Niederstetten     | | 49° 24′ 3″ N, 9° 55′ 10″ O  |
| St. Johannes Evangelist | r.-k.      | Niederstetten     | Bild gesucht Die Wikipedia wünscht sich an dieser Stelle ein Bild vom hier behandelten Ort. Falls du dabei helfen möchtest, erklärt die Anleitung , wie das geht. BW | 49° 23′ 56″ N, 9° 55′ 8″ O  |
| Wehrkirche St. Maria    | ev.        | Wildentierbach    | | 49° 23′ 43″ N, 9° 58′ 57″ O |

#### Kloster
| Name                              | Konfession | Ort           | Bild | Koordinaten                |
| --------------------------------- | ---------- | ------------- | --- | -------------------------- |
| Franziskanerkloster Niederstetten | r.-k.      | Niederstetten | Bild gesucht Die Wikipedia wünscht sich an dieser Stelle ein Bild vom hier behandelten Ort. Falls du dabei helfen möchtest, erklärt die Anleitung , wie das geht. BW | 49° 24′ 3″ N, 9° 55′ 12″ O |

#### Friedhöfe
In der Kernstadt Niederstetten sowie in weiteren Stadtteilen und Wohnplätzen bestehen folgende christliche Friedhöfe:
| Name     | Ort            | Bild | Koordinaten                 |
| -------- | -------------- | --- | --------------------------- |
| Friedhof | Adolzhausen    | Bild gesucht Die Wikipedia wünscht sich an dieser Stelle ein Bild vom hier behandelten Ort. Falls du dabei helfen möchtest, erklärt die Anleitung , wie das geht. BW | 49° 24′ 14″ N, 9° 52′ 31″ O |
| Friedhof | Ebertsbronn    | Bild gesucht Die Wikipedia wünscht sich an dieser Stelle ein Bild vom hier behandelten Ort. Falls du dabei helfen möchtest, erklärt die Anleitung , wie das geht. BW | 49° 26′ 10″ N, 9° 56′ 42″ O |
| Friedhof | Herrenzimmern  | Bild gesucht Die Wikipedia wünscht sich an dieser Stelle ein Bild vom hier behandelten Ort. Falls du dabei helfen möchtest, erklärt die Anleitung , wie das geht. BW | 49° 25′ 46″ N, 9° 51′ 56″ O |
| Friedhof | Niederstetten  | Bild gesucht Die Wikipedia wünscht sich an dieser Stelle ein Bild vom hier behandelten Ort. Falls du dabei helfen möchtest, erklärt die Anleitung , wie das geht. BW | 49° 24′ 12″ N, 9° 55′ 11″ O |
| Friedhof | Oberstetten    | Bild gesucht Die Wikipedia wünscht sich an dieser Stelle ein Bild vom hier behandelten Ort. Falls du dabei helfen möchtest, erklärt die Anleitung , wie das geht. BW | 49° 22′ 38″ N, 9° 56′ 39″ O |
| Friedhof | Pfitzingen     | Bild gesucht Die Wikipedia wünscht sich an dieser Stelle ein Bild vom hier behandelten Ort. Falls du dabei helfen möchtest, erklärt die Anleitung , wie das geht. BW | 49° 25′ 30″ N, 9° 53′ 28″ O |
| Friedhof | Rinderfeld     | Bild gesucht Die Wikipedia wünscht sich an dieser Stelle ein Bild vom hier behandelten Ort. Falls du dabei helfen möchtest, erklärt die Anleitung , wie das geht. BW | 49° 25′ 9″ N, 9° 59′ 23″ O  |
| Friedhof | Rüsselhausen   | Bild gesucht Die Wikipedia wünscht sich an dieser Stelle ein Bild vom hier behandelten Ort. Falls du dabei helfen möchtest, erklärt die Anleitung , wie das geht. BW | 49° 26′ 34″ N, 9° 51′ 21″ O |
| Friedhof | Sichertshausen | Bild gesucht Die Wikipedia wünscht sich an dieser Stelle ein Bild vom hier behandelten Ort. Falls du dabei helfen möchtest, erklärt die Anleitung , wie das geht. BW | 49° 22′ 34″ N, 9° 53′ 57″ O |
| Friedhof | Vorbachzimmern | Bild gesucht Die Wikipedia wünscht sich an dieser Stelle ein Bild vom hier behandelten Ort. Falls du dabei helfen möchtest, erklärt die Anleitung , wie das geht. BW | 49° 25′ 34″ N, 9° 55′ 6″ O  |
| Friedhof | Wermutshausen  | Bild gesucht Die Wikipedia wünscht sich an dieser Stelle ein Bild vom hier behandelten Ort. Falls du dabei helfen möchtest, erklärt die Anleitung , wie das geht. BW | 49° 24′ 58″ N, 9° 57′ 4″ O  |
| Friedhof | Wildentierbach | Bild gesucht Die Wikipedia wünscht sich an dieser Stelle ein Bild vom hier behandelten Ort. Falls du dabei helfen möchtest, erklärt die Anleitung , wie das geht. BW | 49° 23′ 43″ N, 9° 58′ 57″ O |

### Judentum
Die folgenden jüdischen Sakralbauten des ehemaligen Bezirksrabbinats Mergentheim bestanden oder bestehen im Stadtgebiet von Niederstetten:
| Name               | Ort           | Bild | Koordinaten                 |
| ------------------ | ------------- | ---- | --------------------------- |
| Jüdischer Friedhof | Niederstetten |      | 49° 23′ 11″ N, 9° 54′ 45″ O |
| Synagogen          | Niederstetten |      | 49° 23′ 58″ N, 9° 55′ 6″ O  |

### Islam
Im Stadtgebiet von Niederstetten besteht keine Moschee. Die Muslime besuchen unter anderem die Moschee Lauda.